# Debbie Mucarsel-Powell
Debbie Yesika Mucarsel-Powell (Guayaquil, Guayas, Ecuador; 18 de enero de 1971) es una política y administradora académica ecuatorianaestadounidense nacida en Ecuador que se desempeñó como Miembro de la Cámara de Representantes de los Estados Unidos para el distrito 26 del Congreso de Florida de 2019 a 2021 como parte del Partido Demócrata, su distrito cubría el oeste parte del condado de Miami-Dade, incluido Homestead, así como los Cayos de Florida. 
Mucarsel-Powell fue la primera ecuatorianaestadounidense y la primera inmigrante nacida en Sudamérica en servir como miembro de la Cámara de Representantes y del Congreso de los Estados Unidos.

## Biografía

### Educación y primeros años
Mucarsel-Powell nació en Guayaquil, Ecuador y se crio en Miami. Emigró a los Estados Unidos cuando tenía 14 años, con su madre y tres hermanas mayores. Comenzó a trabajar en una tienda de donas y continuó trabajando para ayudar a mantener a su familia, que en ese entonces compartía un apartamento de una habitación.
Luego sistió a la Pomona Catholic High School en Pomona, (California). Obtuvo una licenciatura en ciencias políticas en el Pitzer College y una maestría en economía política internacional de la Claremont Graduate University.

## Carrera profesional
Mucarsel-Powell trabajó para organizaciones sin fines de lucro como Hope Center, Zoo Miami Foundation y Coral Restoration Foundation. De 2003 a 2007, se desempeñó como directora de desarrollo en la Universidad Internacional de Florida (FIU). Fue vicepresidenta asociada de avance en la Facultad de Medicina Herbert Wertheim de FIU de 2007 a 2011. También se convirtió en decana asociada de la Facultad de Medicina Herbert Wertheim de FIU.
De igual modo se ofreció como voluntario para las campañas presidenciales de John Kerry y Barack Obama. En 2016, se postuló sin éxito contra Anitere Flores por el Senado de Florida.

## Cámara de Representantes de los Estados Unidos

### Elecciones
2018
En agosto de 2017, Mucarsel-Powell anunció que desafiaría al representante republicano Carlos Curbelo en el distrito 26 del Congreso de Florida de la Cámara de Representantes de los Estados Unidos en las elecciones de 2018. Derrotó al veterano Demetries Grimes en las elecciones primarias del Partido Demócrata, recibiendo el 63,5% de los votos.
En las elecciones generales del 6 de noviembre, derrotó a Curbelo, obteniendo el 50,9% de los votos, convirtiéndose en la primera persona nacida en Ecuador en ser elegida para el Congreso de los Estados Unidos y la primera mujer en representar al 26 ° distrito del Congreso de Florida.
2020
Mucarsel-Powell fue derrotada para la reelección por el candidato republicano, el alcalde del condado de Miami-Dade, Carlos A. Giménez.

### Tenencia
El 18 de diciembre de 2019, votó para acusar al presidente de los Estados Unidos en ese entonces, Donald Trump.

### Asignaciones de comité
- Comité de la Judicatura
  - Subcomité de Delincuencia, Terrorismo y Seguridad Nacional.
  - Subcomité de Inmigración y Ciudadanía.
- Comité de Transporte e Infraestructura
  - Subcomité de Desarrollo Económico, Edificios Públicos y Gestión de Emergencias.
  - Subcomité de Recursos Hídricos y Medio Ambiente.

Fuente: Secretario de la Cámara de Representantes.

### Membresías de caucus
- Caucus del Congreso para Asuntos de la Mujer.[15]
- Caucus hispano del Congreso.[16]
- Caucus de Igualdad LGBT del Congreso.[17]
- Caucus progresista del Congreso.[18]
- Nueva Coalición Demócrata.[19]

## Carrera posterior al Congreso
En abril de 2021, se unió a Giffords como asesor principal, con el objetivo de presionar al Senado de los Estados Unidos para que apruebe la Ley de verificación de antecedentes bipartidistas de 2021.

## Historial electoral
| Partido        | Partido             | Candidato                | Votos   | %     |
| -------------- | ------------------- | ------------------------ | ------- | ----- |
|                | Republicano         | Anitere Flores (titular) | 97,343  | 54,24 |
|                | Demócrata           | Debbie Mucarsel-Powell   | 82,117  | 45,76 |
| Total de votos | Total de votos      | Total de votos           | 179,460 | 100,0 |
|                | Control republicano |                          |         |       |

| Partido        | Partido        | Candidato              | Votos  | %     |
| -------------- | -------------- | ---------------------- | ------ | ----- |
|                | Demócrata      | Debbie Mucarsel-Powell | 20.997 | 63,5  |
|                | Demócrata      | Demetries Grimes       | 12,095 | 36,5  |
| Total de votos | Total de votos | Total de votos         | 33,092 | 100,0 |

| Partido        | Partido                           | Candidato                | Votos   | %     |
| -------------- | --------------------------------- | ------------------------ | ------- | ----- |
|                | Demócrata                         | Debbie Mucarsel-Powell   | 119,797 | 50,9  |
|                | Republicano                       | Carlos Curbelo (titular) | 115,678 | 49,1  |
| Total de votos | Total de votos                    | Total de votos           | 235,475 | 100,0 |
|                | Ganancia demócrata de republicano |                          |         |       |

| Partido        | Partido                           | Candidato                        | Votos   | %     |
| -------------- | --------------------------------- | -------------------------------- | ------- | ----- |
|                | Republicano                       | Carlos A. Giménez                | 177,211 | 51,7  |
|                | Demócrata                         | Debbie Mucarsel-Powell (titular) | 165,377 | 48,3  |
| Total de votos | Total de votos                    | Total de votos                   | 342,588 | 100,0 |
|                | Ganancia republicana de demócrata |                                  |         |       |

## Vida personal
Mucarsel-Powell es de ascendencia ecuatoriana y libanesa. Cuando tenía 24 años, un hombre armado mató a su padre fuera de su casa en Ecuador. Ella y su esposo, Robert Powell, tienen tres hijos.